# Temnopis castanea
Temnopis castanea är en skalbaggsart som beskrevs av Martins 1978. Temnopis castanea ingår i släktet Temnopis och familjen långhorningar. Inga underarter finns listade i Catalogue of Life.